# Ayden Heaven
Ayden Edford Heaven (Islington, 22 settembre 2006) è un calciatore inglese, difensore del Manchester Utd.

## Carriera

### Club
Entrato a far parte delle giovanili dell'Arsenal nel 2019 proveniente dal West Ham, vi rimane fino al 2025 arrivando all'esordio in prima squadra, il 30 ottobre 2024, contro il Preston North End in English Football League Cup. Nel febbraio del 2025 si trasferisce al Manchester Utd, con cui nella seconda metà della stagione 2024-2025 esordisce sia nella prima divisione inglese che nelle competizioni UEFA per club, giocando una partita nella fase finale di Europa League.

### Nazionale
Ha giocato nelle nazionali giovanili inglesi Under-18 ed Under-19.

## Statistiche

### Presenze e reti nei club
| Stagione                | Squadra                 | Campionato              | Campionato | Campionato | Coppe nazionali | Coppe nazionali | Coppe nazionali | Coppe continentali | Coppe continentali | Coppe continentali | Altre coppe | Altre coppe | Altre coppe | Totale | Totale | Totale |
| Stagione                | Squadra                 | Comp                    | Pres       | Reti       | Comp            | Pres            | Reti            | Comp               | Pres               | Reti               | Comp        | Pres        | Reti        | Pres   | Reti   |        |
| ----------------------- | ----------------------- | ----------------------- | ---------- | ---------- | --------------- | --------------- | --------------- | ------------------ | ------------------ | ------------------ | ----------- | ----------- | ----------- | ------ | ------ | ------ |
| 2023-2024               | Arsenal Under-21        | -                       | -          | -          | -               | -               | -               | -                  | -                  | -                  | FLT         | 2           | 0           | 2      | 0      |        |
| 2024-feb.2025           | Arsenal Under-21        | -                       | -          | -          | -               | -               | -               | -                  | -                  | -                  | FLT         | 1           | 0           | 1      | 0      |        |
| Totale Arsenal Under-21 | Totale Arsenal Under-21 | Totale Arsenal Under-21 | -          | -          |                 | -               | -               |                    | -                  | -                  |             | 3           | 0           | 3      | 0      |        |
| 2023-2024               | Arsenal                 | PL                      | 0          | 0          | FACup+CdL       | 0+1             | 0               | -                  | -                  | -                  | -           | -           | -           | 1      | 0      |        |
| feb.-giu.2025           | Manchester Utd          | PL                      | 4          | 0          | FACup+CdL       | 1+0             | 0               | UEL                | 1                  | 0                  | -           | -           | -           | 4      | 0      |        |
| Totale carriera         | Totale carriera         | Totale carriera         | 4          | 0          |                 | 2               | 0               |                    | 1                  | 0                  |             | 3           | 0           | 10     | 0      |        |